# Cyrtandra macrophylla
Cyrtandra macrophylla là một loài thực vật có hoa trong họ Tai voi. Loài này được Jack mô tả khoa học đầu tiên năm 1825.